# Umbyquyra palmarum
Espèce
Synonymes
- Cyrtopholis palmarum Schiapelli & Gerschman, 1945

Umbyquyra palmarum est une espèce d'araignées mygalomorphes de la famille des Theraphosidae.

## Distribution
Cette espèce est endémique du Brésil. Elle se rencontre au Rondônia et au Mato Grosso.

## Description
Le mâle décrit par Gargiulo, Brescovit et Lucas en 2018 mesure 23 mm et la femelle 40,0 mm.

## Publication originale
- Schiapelli & Gerschman, 1945 : Parte descriptiva. in Vellard, Schiapelli & Gerschman, Arañas sudamericanas colleccionadas por el Doctor J. Vellard. I. Theraphosidae nuevas o poco conocidas. Acta Zoologica Lilloana, vol. 3, p. 165-213.